# Зона Замфирова (филм)
 Тази статия е за филма от 2002 година.  За романа на Стеван Сремац от 1907 година, използван за основа на филма, вижте Зона Замфирова.  
Зона Замфирова е сръбски филм от 2002 година на режисьора Здравко Шотра с Воин Четкович и Катарина Радивойевич в главните роли. Филмът се базира на едноименния роман на Стеван Сремац от 1906 година. Характерна черта на филма е, че диалозите в него са на торлашки диалект.

## Сюжет
Внимание:  Текстът по-долу разкрива сюжета на произведението (или части от него)!

Зона Замфирова (Катарина Радивойевич) е чорбаджийска щерка от град Ниш в Поморавието от края на ХІХ век. Сюжетът следва нейната любовна история с Мане (Воин Четкович) – обикновен куюмджия (златар), изпълнена с много превратности. Поради еснафските разбирания на близките им двамата влюбени се разделят. Чорбаджийската щерка Зона Замфирова трябва да се ожени за Манулач – неудачник от заможно семейство. Всичко се променя, когато поради наранена чест Мане замисля да инсценира кражбата на чорбаджийската щерка и така да я „почерни“ пред съгражданите си.